# Christine Spengler
Christine Spengler (Mulhouse, Alsacia, 1945) es una fotógrafa francesa especializada en conflictos bélicos, campo en el que ha trabajado desde que cogió su primera cámara en 1970, siempre centrada en el punto de vista de las víctimas.
Ha trabajado como fotógrafa independiente para agencias como Sipa-Press, Corbis-Sygma y AP, documentando las guerras en países como Chad, Irlanda del norte, Vietnam, Camboya, Líbano, El Sáhara, Kurdistán, Nicaragua, Kosovo, Afganistán e Irak, entre otros. Sus trabajos han aparecido en publicaciones internacionales como Paris-Match, Time, Newsweek, El País, The New York Times y Le Monde.
Adicionalmente también ha hecho algunos trabajos de fotografía de moda, como recientemente la campaña de Christian Dior para el invierno 2018/2019.

## Biografía
Nacida en Alsacia (Francia), como su apellido alemán delata, de una madre artista surrealista llamada Huguette justo el año que terminaba la Segunda Guerra Mundial, Christine Spengler se mudó a Madrid (España) a la edad de 7 años para vivir con sus tíos. Estudió literatura francesa y española y su primer deseo era ser escritora.
Durante su juventud en la capital de España era asidua del Museo del Prado, donde disfrutaba de los trabajos de Velázquez, Dalí o El Bosco, entre otros, que eran sus referentes en su primera época como fotógrafa, desconociendo la existencia de fotógrafos como Robert Capa, como ella misma ha declarado. Junto con Madrid, uno de sus enclaves importantes en España es la isla de Ibiza, que todavía frecuenta habitualmente y la une a los veranos de su infancia.
Con 23 años Christine y su hermano menor, Eric, abandonaron España y se dirigieron al Chad, que se encontraba en la guerra Toubou. Con la cámara de su hermano tomó imágenes de soldados, motivo por el cual ambos fueron detenidos y encarcelados durante 23 días, mientras se aclaraba si eran espías o periodistas.

## Carrera profesional
A pesar de ese primer arresto, ella decidió dedicarse a la fotografía de guerra, especialmente en la vida diaria de las mujeres y los niños en las ciudades bombardeadas y en las consecuencias posteriores a la guerra.

### RevistaNylon
En esa época Spengler comenzó a trabajar para la revista The Nylon documentando la guerra y las protestas en Irlanda del norte, donde ella fotografiaba niños y civiles en general. Siempre trataba de adaptarse a las diferentes culturas, como cuando vistió el velo islámico para poder captar imágenes cercanas en la Revolución Iraní de 1979, trabajo que realizó en blanco y negro.

### Sipa Press y la revistaLife
Posteriormente, Spengler trabajó para Sipa Press documentando en Bangladés el regreso de una dirigente pakistaní tras nueve años de cautiverio. Tras hacer amistad con la esposa de éste fue invitada a reuniones familiares y de otra índole totalmente inaccesibles para la prensa. Tras esto firmó un contrato con la revista Life, publicándose en ella muchas de sus fotografías.

### Associated Pressy Vietnam
Durante la Guerra de Vietnam trabajó para Associated Press, fotografiando la línea del frente. Permaneció muchos meses en este país asiático hasta que le notificaron el suicidio de su hermano Eric, en 1973.
Más tarde, siguió cubriendo muchas otras guerras, siempre con la perspectiva de los ciudadanos civiles, que no era la que usaban la mayoría de sus colegas, consiguiendo un gran reconocimiento por ello.

### Moda
Christine Spengler también ha hecho algunas incursiones en la fotografía de moda, para clientes como Vogue, Yves Saint-Laurent o Christian Lacroix o, más recientemente, cuando Maria Grazia Chuiri, directora creativa de Dior le ha encargado fotografiar su colección del otoño invierno de 2018. Esta se basa en las protestas estudiantiles de 1968.

## Conferencias en español (selección)
- 15 de julio de 2015. Christine Spenglerː Luces y Sombras, La Casa Encendida, Madrid

## Exposiciones (selección)
- 1999. Imágenes para la dignidad, fotografías de mujeres iranís y afganas. Festival PhotoEspaña, Madrid
- 2002. Unesco.
- 2012. El color de la vida. Restaurante Ramses, Madrid

## Publicaciones (selección)
- 1991. Une femme dans la guerre (Una mujer en la guerra), autobiografía, editorial Ramsay
- 2003. Vierges et Toreros, Marval
- 2003. Los años de guerra, La fábrica ISBN: 84-95471-64-7[10]
- 2016. Ibiza y Formentera eternas, Cámara de Comercio de Ibiza y Formentera[11]

## Premios y reconocimientos (selección)
Spengler ha recibido multitud de premios como fotorreportera a lo argo de su carrera, entre los principales:
- 1998.  Premio SCAM Prize (París), por su reportaje sore las mujeres en la guerra.
- 2002. Femme de l'Année (Bruselas)
- 2003. Importante retrospectiva individual en el Visa pour l'Image, Perpiñán, Francia